# M/S Bore (1903)
M/S Bore är ett svenskt passagerarfartyg.
Hon byggdes som Ångslupen Bore på Motala Verkstad i Motala 1903 för Stockholms Ångslups AB och har gått i persontrafik i Stockholmsområdet. 
Hon är k-märkt.